# Jhariah
Jhariah Clare (1 de diciembre de 2000) es un músico, ilustrador y animador estadounidense, cuyo lema es "No Genre, All Drama" (Sin Género, Puro Drama). Ha citado a Gerard Way como la inspiración para su trabajo.

## Historia
Jhariah mostró interés en la música desde temprana edad, publicando su primera canción, una pista eléctronica de 20 segundos llamada "Electrolite".La canción, junto con otras cuantas, fue subida a su canal de YouTube bajo el nombre de "ShinySwordStorm", un alias que usó durante los muchos años que estuvo creando videos en YouTube.
Seguidamente estudió animación 2D en las instalaciones del Instituto Pratt en Nueva York.Fue allí donde desarrolló las técnicas de ilustración utilizadas para crear algunas de las portadas de su álbum y sencillos.
Hizo su primera aparición con su sencillo de 2017, "Catch Me If You Can", el cual era parte de las primeras canciones que había escrito, sin tomar en cuenta sus anteriores pistas de música electrónica, para el álbum conceptual que publicó en 2018, "The Great Tale of How I Ruined It All", que cuenta la historia de un personaje que es el último sobreviviente en un páramo apocalíptico donde todas las demás personas han sido lavadas el cerebro por una secta. Su primer lanzamiento en alcanzar una notable popularidad fue el sencillo de 2020 "Needed a Change of Pace", el cual formó parte de su también popular EP "A Beginner’s Guide to Faking your own Death", que trata sobre un hombre que finge su muerte para escapar de su vida pasada, pero que teme que su pasado le pase factura y tenga que pagar las consecuencias. Ha atribuido este éxito a la difusión que tuvo en TikTok.
Su sencillo de 2023 "Risk, risk, risk!" fue seguido por una colaboración con la banda punk de Baltimore Pinkshift en su sencillo "Eat your friends", que critica la destreza de la industria musical para hacer que él y sus amigos se enfrenten entre sí, alimentando la envidia y la competencia en lugar de fomentar un espacio. Esto llevó a ambas partes a anunciar su colaboración en la gira "Eat Your Friends Tour".

## Discografía

### Álbumes
- The Great Tale of How I Ruined It All (2018)
- TRUST CEREMONY (2024)

### EPs
- To Mend the Sun (2020)
- A Beginner's Guide to faking your death (2021)
- A Beginnes's Guide to luck & liability (2023)

### Sencillos
- "Catch Me If You Can" (2017)
- "The Marching Dolls" (2018)
- "City of Ashes" (2018)
- "Split!" (2020)
- "Knives Are Dangerous, Kid, So Cut the Theatrics!" (2020)
- "Needed a Change of Pace" (2020)
- "Debt Collector" (2021)
- "Flight of the Crows" (2021)
- "Selfstarter A.E." con Telethon (2021)
- "The View from Halfway Down" con Henry D'Arthenay (2022)
- "A Lesson in Dramatics" con Save Face (2023)
- "Risk, risk, risk!" (sencillo de 2023)
- "Eat your friends" con Pinkshift (2023)
- "Pin-Eye" (2024)